# Luigi Alamanni

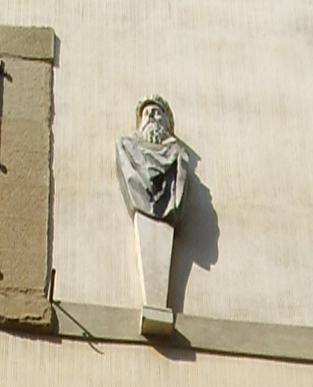
Herma de Luigi Alamanni en el segon pis del Palau de Visacci.

Luigi Alamanni (Florència, 6 de març de 1495 - Amboise, 18 d'abril de 1556) va ser un poeta, polític i agrònom italià.

## Biografia
Escriptor italià. Amic de Maquiavel, va prendre part en una conjura política (1522) i va haver d'exiliar-se. Protegit pel monarca francès Francesc I, li va servir com a diplomàtic.

## Obra
De la seva obra poètica, d'inspiració grecollatina, destaquen: 
- Della coltivazione dei campi (1546), poema didàctic que imita les Geórgicas d'Ovidio.
- L'Avarchide, clàssic poema èpic.

Autor també de teatre:
- Antigone, 1533.
- La Flora, 1556.

## Altres projectes
- Luigi Alamanni Wikisource